# Degn Brøndum
Christen Degn Brøndum (født 21. marts 1856 i Skagen, død 18. april 1932 sammesteds) var en dansk hotelejer.
Christen Degn Brøndum var søn af købmand og kroejer Erik Andersen Brøndum (1820-90) og Ane Hedvig Møller (1826-1916). Han var den fjerde i en søskendeflok på seks, der også talte maleren Anna Ancher.
Han overtog Brøndums Hotel efter sin far omkring år 1880. Brøndums Hotel var fra 1870'erne et samlingspunkt for Skagensmalerne. Han var medstifter af Skagens Museum i 1908.
Havde malerne ikke penge, kunne de betale for kost og logi ved at efterlade et billede, typisk et portræt. Denne tradition skabte en lang række portrætter, som blev ophængt i spisesalen i Brøndums Hotel. Gæstgivergården blev snart for lille og derfor udvidet i 1892, og Brøndum fik Thorvald Bindesbøll til at designe spisesalen, så den blev til en madsal med Brøndum-familiens mange malerier indfældet i vægpaneler. Allerede i 1908 testamenterede Degn Brøndum spisesalen til Skagens Museum, hvor den skulle installeres i sin helhed, men først i 1946 blev spisesalen overført til museet, hvor den fremdeles findes.
Ved Skagens købstadsjubilæum i 1913 fik Brøndum Ridderkorset af kong Christian X.